# 井上嘉浩
井上嘉浩（日语：／ Inoue Yoshihiro，1969年12月28日—2018年7月6日），是一名奧姆真理教教徒、前教团高級幹部（正悟师）。井上在1988年加入奥姆真理教，因参与东京地铁沙林毒气事件，以及仮谷清志绑架事件等罪行而被判处死刑。2018年7月6日，井上与包括奥姆真理教教主麻原彰晃在内的7名奥姆真理教相关死刑犯被执行死刑。

## 早年生活
井上1969年出生于日本京都府京都市右京区，早年父母常常吵架。井上幼时喜欢观看纪录片，对世界的贫困问题，以及犬只的人道毁灭问题都很关心。高中时代，井上嘉浩便开始与奥姆真理教接触。他相当敬佩教主麻原彰晃，认为他才是自己理想的父母。1988年，井上从京都的私立名校洛南高等学校毕业后，在当年3月1日出家，加入奥姆真理教。随后，在麻原彰晃的要求下，井上从就读的日本文化大学法学部退学。

## 罪行与审判
在奥姆真理教教团期间，井上颇受教主麻原器重，是奥姆真理教“谍报省”的负责人，负责绑架、偷听、袭击等工作。井上曾参与奥姆真理教一系列与VX神經毒劑相关的犯罪、东京地铁沙林毒气事件（负责幕后协调），以及仮谷清志绑架事件等罪行。1995年5月15日，井上与同是奥姆真理教高级幹部的豐田亨一同被捕。同年12月，井上要求与奥姆真理教脱离关系。井上一审时，检方要求判处井上死刑，但法庭认为井上并不是主犯，而且有悔罪的表现，因此判处井上终生监禁，但检方不服判决结果，提起抗诉。2004年，東京高等裁判所终审认定井上在仮谷清志绑架事件一案中犯下逮捕監禁致死罪，而且在东京地铁沙林毒气事件中井上虽然没有实际参与，但在幕后担任协调工作，确实造成了大规模平民伤亡的后果，因此改判井上死刑。2009年，井上的上诉被驳回，2010年，井上死刑定谳。

## 死刑执行
截至2018年3月，井上與其他十二名奧姆真理教相關死刑犯一直都被關押在東京拘置所。2018年3月21日，這些死刑犯被分散到到能執行死刑的東京拘置所等5處設施，其中井上被送到大阪拘置所。2018年7月6日，經時任日本法務大臣上川阳子批准，井上嘉浩与奥姆真理教教主麻原彰晃，以及早川纪代秀、新实智光、土谷正實、中川智正和远藤誠一共7名与奥姆真理教相关的死刑犯被执行绞刑，其中井上在大阪拘置所被执行绞刑。执行前，井上曾说出“没想到会变成这样”的遗言。他遗言的最后一句是“首先、很好”（まずは、よし）。
2018年10月，在井上家人的要求下，井上嘉浩的案件将会进行再审。